# 对偶锥和极锥
对偶锥和极锥（英語：dual cone and polar cone）是凸分析中的两个概念。

## 对偶锥

集合C和它的对偶锥C*

### 在向量空间内
实数线性空间 X （例如欧几里得空间Rn）中子集 C 的双锥C*，与对偶空间 X* 成集合：
{\displaystyle C^{*}=\left\{y\in X^{*}:\langle y,x\rangle \geq 0\quad \forall x\in C\right\},}
此中 {\displaystyle \langle y,x\rangle } 是 X 和 X* 的对偶组合，即 {\displaystyle \langle y,x\rangle =y(x)}
C* 始终是凸锥，即使 C 既不是凸锥也不是锥。

### 在拓扑空间内
如果 X 是实数或复数上的拓扑向量空间，则其子集 C⊆X 的对偶锥是 X 上的以下连续线性泛函集合：
{\displaystyle C^{\prime }:=\left\{f\in X^{\prime }:\operatorname {Re} \left(f(x)\right)\geq 0{\text{ for all }}x\in C\right\}},
这是集合 -C 的极锥，不管 C 是什么。{\displaystyle C^{\prime }} 都将是一个凸锥。如果 C⊆{0}，则{\displaystyle C^{\prime }=X^{\prime }}。

## 极锥
对于X中的集合C，C的极锥是集合
{\displaystyle C^{o}=\left\{y\in X^{*}:\langle y,x\rangle \leq 0\quad \forall x\in C\right\}.}

闭合凸锥C的极锥是闭合凸锥C^{o}，反之亦然

可以看出，极锥等于双锥的负值，即Co=−C*。
对于X中的闭合凸锥C，极锥相当于C的极集（polar set）。